# FIDE 타이틀

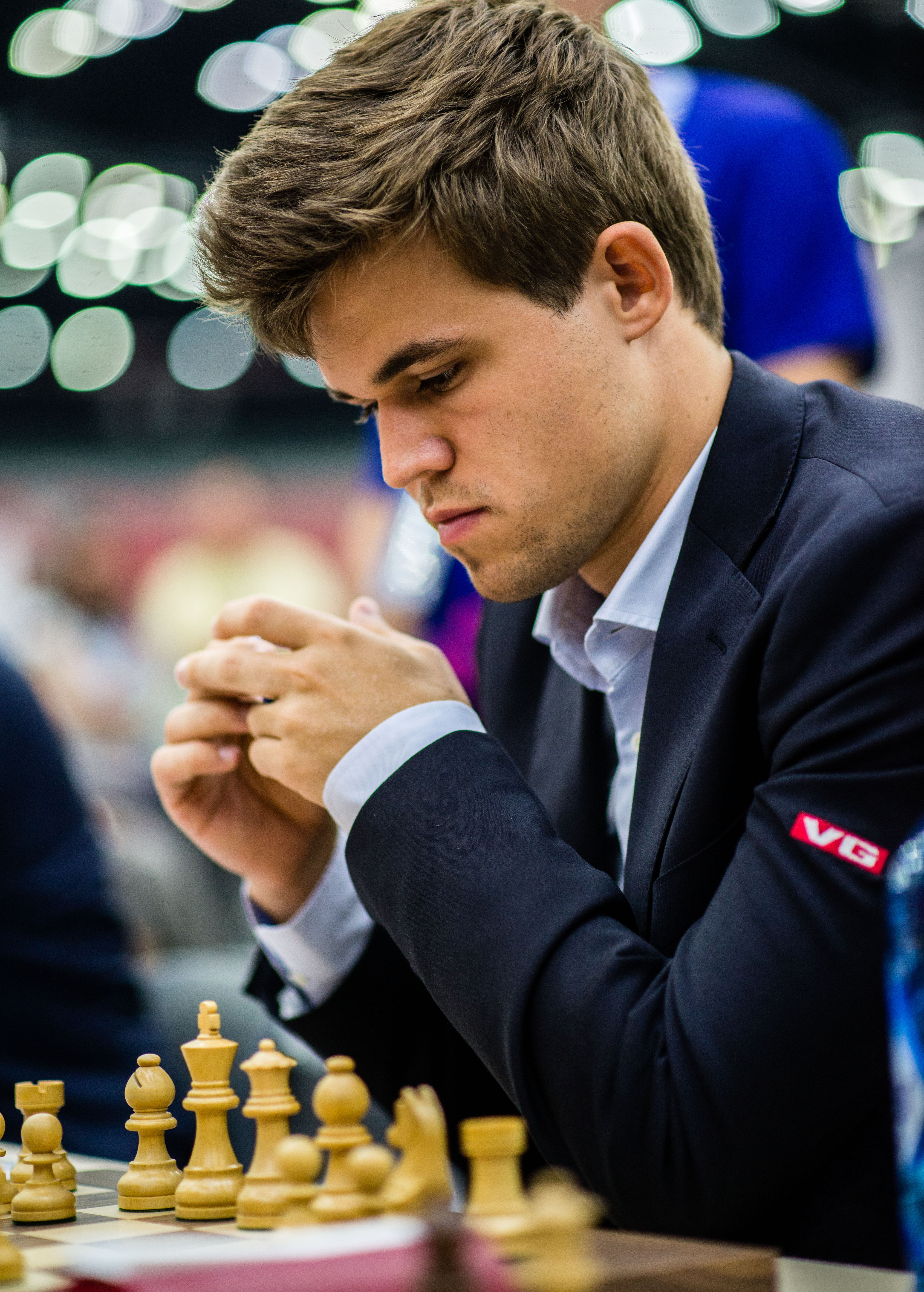
망누스 칼센은 그랜드마스터(GM)이다.

FIDE 타이틀은 국제 체스 연맹인 FIDE(Fédération Internationale des Échecs)가 뛰어난 체스 성과에 대해 수여하는 타이틀이다. 가장 높은 타이틀은 그랜드마스터 (GM)이다. 일반적으로 타이틀을 얻으려면 엘로 평점과 노름(다른 타이틀 보유 선수들을 포함한 대회에서의 성과 기준)의 조합이 필요하다. 일단 수여된 타이틀은 사기 또는 부정행위가 적발된 경우를 제외하고는 평생 유지된다. 오픈 타이틀은 모든 선수가 획득할 수 있으며, 여성 타이틀은 여성 선수에게만 제한된다. 많은 강력한 여성 선수가 오픈 타이틀과 여성 타이틀을 모두 보유하고 있다. 또한 FIDE는 심판, 조직자 및 트레이너에게도 타이틀을 수여한다. 우편 체스, 체스 문제 제작 및 체스 문제 해결을 위한 타이틀은 더 이상 FIDE에서 관리하지 않는다.
체스 타이틀은 보통 약어 형태로 존칭으로 사용될 수 있다. 예를 들어, 망누스 칼센은 "GM 망누스 칼센"으로 불릴 수 있다.

## 역사
강한 체스 선수를 지칭하는 "마스터"라는 용어는 처음에는 비공식적으로 사용되었다. 19세기 후반부터 다양한 국내 체스 연맹이 이러한 타이틀 사용에 대한 공식적인 요건을 마련하기 시작했다. 독일어 차용어인 'Großmeister' 형태의 "그랜드마스터"라는 용어는 소련의 공식 타이틀이었으며, 1950년 FIDE에서 공식화되기 수십 년 전부터 세계 최고 엘리트 선수를 지칭하는 비공식적인 용어로 사용되었다. FIDE의 첫 타이틀은 1950년에 수여되었으며 27명의 그랜드마스터, 94명의 인터내셔널 마스터, 당시에는 단순히 여성 마스터라고 불리던 17명의 여성 인터내셔널 마스터로 구성되었다.
FIDE의 첫 그랜드마스터 수여자는 다음과 같다.
- 오시프 베른슈타인 (프랑스)
- 이사악 볼레슬랍스키 (소련)
- 이고르 본다렙스키 (소련)
- 미하일 보트빈니크 (소련)
- 데이비드 브론스타인 (소련)
- 올드르지흐 두라스 (체코슬로바키아)
- 막스 오이베 (네덜란드)
- 루벤 파인 (미국)
- 살로 플로르 (소련)
- 에른스트 그륀펠트 (오스트리아)
- 파울 케레스 (소련)
- 보리스 코스티치 (유고슬라비아)
- 알렉산드르 코토프 (소련)
- 그리고리 레벤피쉬 (소련)
- 안도르 릴리엔탈 (소련)
- 게자 마로치 (헝가리)
- 자크 미제스 (잉글랜드)
- 미겔 나이도르프 (아르헨티나)
- 뱌체슬라프 라고진 (소련)
- 새뮤얼 레셰프스키 (미국)
- 아키바 루빈슈타인 (폴란드)
- 프리드리히 재미시 (서독)
- 바실리 스미슬로프 (소련)
- 기데온 스탈베르크 (스웨덴)
- 라슬로 사보 (헝가리)
- 사벨리 타르타코베르 (프랑스)
- 밀란 비드마르 (유고슬라비아)

타이틀은 요구 사항이 더욱 공식화되기 전까진 FIDE 총회의 투표로 수여되었다. 1957년, FIDE는 FIDE 타이틀에 대한 노름 (자격 기준)을 도입했다. FIDE는 1976년에 여성 그랜드마스터 (WGM)라는 더 높은 여성 전용 타이틀을 도입했다. 1978년에는 FIDE 마스터 (FM)와 여성 FIDE 마스터 (WFM)라는 하위 타이틀이 도입되었고, 2002년에는 캔디데이트 마스터 (CM)와 여성 캔디데이트 마스터 (WCM) 타이틀이 뒤따랐다.
이와 유사한 타이틀로 국제 우편 체스 연맹에서 우편 체스 부문에 대해, 세계 체스 문제 연맹에서 체스 문제 제작 및 해결 모두에 대해 수여한다. 이 단체들은 FIDE와 협력하지만 현재는 독립적이다.

## 오픈 타이틀
| 타이틀                      | 남성   | 여성 | 총합   |
| --------------------------- | ------ | ---- | ------ |
| 그랜드마스터 (GM)           | 1,772  | 41   | 1,813  |
| 인터내셔널 마스터 (IM)      | 3,893  | 134  | 4,027  |
| FIDE 마스터 (FM)            | 8,775  | 54   | 8,829  |
| FIDE 캔디데이트 마스터 (CM) | 2,356  | 22   | 2,378  |
| 총합                        | 16,796 | 251  | 17,047 |

그랜드마스터, 인터내셔널 마스터, FIDE 마스터 및 캔디데이트 마스터 타이틀은 모든 오프라인 플레이 체스 선수에게 열려 있다. 각 타이틀의 요구 사항은 시간이 지남에 따라 달라졌지만, 일반적으로 FIDE 승인 조건 하에 고전적인 스탠다드 체스 대회에서 규정된 수준의 성과를 입증해야 한다.

### 그랜드마스터 (GM)
그랜드마스터 타이틀은 FIDE가 뛰어난 체스 선수에게 수여한다. 세계 챔피언을 제외하고 그랜드마스터는 체스 선수가 얻을 수 있는 가장 높은 타이틀이다. 체스 문헌에서는 보통 GM으로 약칭된다. "국제 그랜드마스터"를 의미하는 IGM 약어는 가끔, 특히 오래된 문헌에서 볼 수 있다.
이 타이틀을 얻는 일반적인 방법은 2500점 이상의 FIDE 평점(Rating)과 함께 세 차례의 그랜드마스터 수준의 성과(노름이라고 함)를 달성하는 것이다. GM 노름의 정확한 정의는 복잡하며 자주 수정되었지만, 일반적으로 그랜드마스터 노름은 9라운드 이상에서 최소 2600점의 퍼포먼스 레이팅으로 정의된다. 또한, 해당 분야는 평균 레이팅이 2380점 이상이어야 하고, 최소 3명의 그랜드마스터를 포함해야 하며, 다양한 국가 연맹의 선수를 포함해야 한다.
그랜드마스터 타이틀은 선수가 2300점 이상의 FIDE 평점을 가지고 있다면 몇몇 상위 토너먼트에서 특정한 요건을 갖출 경우 일반적인 노름 요구 사항을 거치지 않고 곧바로 수여받을 수도 있다. 이러한 토너먼트에는 다음이 있다.
- FIDE 월드컵 16강 진출
- 세계 여자 체스 월드컵 우승
- 세계 여자 선수권 대회 우승
- 세계 주니어 선수권 대회 (U20) 우승
- 세계 시니어 선수권 대회 (50세 이상 및 65세 이상 부문 모두) 우승
- 대륙별 (예: 범아메리카, 유럽, 아시아, 아프리카) 선수권 대회 우승[6]

1978년 노나 가프린다시빌리를 시작으로 많은 여성이 GM 타이틀을 획득했다. 2000년경부터 상위 10위권 여성 선수 대부분이 GM 타이틀을 보유하고 있다. 이는 여성 그랜드마스터 (WGM) 타이틀과 혼동해서는 안 된다.
2021년 7월, 아비마뉴 미슈라는 12세 4개월 25일의 나이로 그랜드마스터 타이틀을 획득한 역대 최연소 인물로 기록되었다. 이 기록은 이전에 세르게이 카랴킨이 12세 7개월로 19년 동안, 폴가르 유디트가 15세 4개월로, 보비 피셔가 15세 6개월 1일로 33년 동안 보유하고 있었다.

### 인터내셔널 마스터 (IM)
인터내셔널 마스터 타이틀은 그랜드마스터 수준 미만의 강력한 체스 선수에게 수여된다. 1950년 그랜드마스터 타이틀과 함께 제정되었으며, 체스 문헌에서는 보통 IM으로 약칭된다.
그랜드마스터 타이틀과 마찬가지로 인터내셔널 타이틀을 얻는 일반적인 방법은 27게임 이상에서 세 번의 필수 타이틀 노름과 2400점 이상의 FIDE 평점을 달성하는 것이다. 일반적으로 IM 노름은 9게임 이상에서 최소 2450점의 퍼포먼스 레이팅으로 정의된다. 또한, 해당 분야는 평균 평점 2230점 이상이어야 하고, 최소 3명의 국제 마스터 또는 그랜드마스터를 포함해야 하며, 다양한 국가 연맹의 선수를 포함해야 한다.
IM 타이틀은 선수가 최소 2200점의 평점을 가지고 있다면 일반적인 노름 과정을 거치지 않고 직접 수여받을 수 있는 여러 가지 방법이 있다. 2017년 7월부터 속하는 이 방법에는 다음과 같다.
- FIDE 월드컵 본선 진출
- 세계 여자 선수권 대회 2위
- 세계 주니어 선수권 대회 (U20) 2위 또는 3위
- 세계 시니어 선수권 대회 (50세 이상 및 65세 이상 부문 모두) 2위 또는 3위
- 세계 유스 선수권 대회 (U18) 우승 (단독 또는 공동)
- 세계 유스 선수권 대회 (U16) 단독 우승
- 대륙 선수권 대회 2위 또는 3위
- 대륙 50세 이상 선수권 대회, 65세 이상 선수권 대회 또는 20세 이하 선수권 대회 우승 (단독 또는 공동)
- 대륙 18세 이하 선수권 대회 단독 우승
- 하위 대륙 선수권 대회 우승
- 영연방, 프랑코포니 또는 이베로-아메리카 선수권 대회 우승
- 장애인 세계 선수권 대회 우승[8]

IM이 된 후 대부분의 프로 선수는 그 다음 목표를 그랜드마스터가 되는 것으로 설정한다. 인터내셔널 마스터가 된 적이 없어도 그랜드마스터가 되는 것도 가능하다. 미국의 래리 크리스티안센 (1977), 중국의 왕 하오, 네덜란드의 아니쉬 기리, 러시아의 올가 기랴 (2021), 전 세계 챔피언인 소련의 미하일스 탈스와 러시아의 블라디미르 크람니크 모두 IM이 된 적이 없이 그랜드마스터가 되었다. 미국의 보비 피셔는 1958년 인터조널 (IM 타이틀)과 1959년 후보자 결정전(GM 타이틀)에 진출하여 우연히 GM이 되기 전에 IM이 되었다. 일반적인 취득 경로는 먼저 IM이 된 다음 GM 수준으로 나아가는 것이다.
2024년, 아르헨티나의 파우스티노 오로는 10세 8개월 16일의 나이로 IM 타이틀을 획득한 역대 최연소 인물로 기록되었다.

### FIDE 마스터 (FM)
1978년 WFM과 함께 도입된 FM은 인터내셔널 마스터 타이틀보다 낮지만 캔디데이트 마스터보다 높은 순위를 차지한다. 그랜드마스터 및 인터내셔널 마스터 타이틀과 달리 선수가 노름을 달성해야 하는 요구 사항은 없다.
선수가 FIDE 마스터 타이틀을 획득하는 일반적인 방법은 엘로 평점 2300점 이상을 달성하는 것이다. 평점이 2100점 이상이지만 2300점 미만인 선수들도 타이틀을 얻을 수 있는 여러 가지 다른 방법이 있다. 여기에는 다음이 있다.
- 세계 유스 선수권 대회 (U14 및 U12) 우승
- 세계 유스 선수권 대회 (U18 및 U16) 2위 또는 3위
- 대륙 50세 이상, 65세 이상, 20세 이하, 또는 18세 이하 선수권 대회 2위 또는 3위
- 올림피아드에서 9게임 이상 65% 이상의 점수 획득
- 대륙 12세 이하, 14세 이하, 또는 16세 이하 선수권 대회 우승
- 영연방, 프랑코포니 또는 이베로-아메리카 선수권 대회 2위 또는 3위

FM 타이틀을 수여받은 최연소 선수는 필리핀의 알레킨 누리로, 2013년 태국에서 열린 제14회 아세안 연령대별 체스 선수권 대회에서 우승하며 7세에 타이틀을 획득했다.
엘로 평점 2300점을 달성하여 FM 타이틀을 획득한 최연소 선수는 아르헨티나의 파우스티노 오로로, 9세에 2023년 ITT 아헤드레즈 마르텔리 호벤스 탈렌토스 대회에 참가한 후 2314점의 엘로 평점을 기록했다.

### 캔디데이트 마스터 (CM)
2002년 WCM과 함께 도입된 캔디데이트 마스터 타이틀을 획득하는 일반적인 방법은 엘로 평점 2200점 이상을 달성하는 것이다. 평점이 2000점 이상이지만 2200점 미만인 선수들도 타이틀을 얻을 수 있는 여러 가지 다른 방법이 있다. 여기에는 다음이 있다.
- 세계 유스 선수권 대회 (U8 및 U10) 1위, 2위, 3위
- 대륙 12세 이하, 14세 이하, 또는 16세 이하 선수권 대회 2위 또는 3위
- 세계 유스 선수권 대회 (U14 및 U12) 2위 또는 3위
- 올림피아드 또는 기타 특별 이벤트에서 7게임 이상 50% 이상의 점수 획득

2024년 1월 1일부터 적용되는 타이틀 규정 업데이트에 따라 선수가 올림피아드 성적을 통해 CM 타이틀을 획득하는 경우 최소 평점 2000점 요구 사항은 적용되지 않는다.
2018년 이전에는 최소 평점 요건이 없었으며, U8 대륙 토너먼트에서 상위 3위 안에 드는 것이 허용되었다. 그 때문에 평점 2000점보다 훨씬 낮은 CM이 많이 존재한다.

## 여성 타이틀
| 2023년 10월 기준 여성 타이틀 취득 현황 | 2023년 10월 기준 여성 타이틀 취득 현황 |
| 타이틀                                 | 총합                                   |
| -------------------------------------- | -------------------------------------- |
| 여성 그랜드마스터 (WGM)                | 326                                    |
| 여성 인터내셔널 마스터 (WIM)           | 856                                    |
| 여성 FIDE 마스터 (WFM)                 | 1,892                                  |
| 여성 캔디데이트 마스터 (WCM)           | 884                                    |
| 총합                                   | 3,958                                  |

오픈 FIDE 타이틀은 성별 구분이 없지만, FIDE가 수여하는 다음 네 가지 타이틀은 여성에게만 해당되며 오픈 타이틀과 동시에 보유할 수 있다. 이 타이틀의 요구 사항은 비슷한 이름의 오픈 타이틀 요구 사항보다 엘로 평점이 200점 정도 낮다. 이 타이틀은 때때로 남성 및 여성 선수 모두에게 비판을 받으며, 일부 여성 선수는 여성 타이틀을 받지 않기로 선택한다. 예를 들어, 그랜드마스터 폴가르 유디트는 오직 오픈 대회에서만 플레이하겠다는 자신의 신념에 따라 여성 타이틀을 한 번도 받지 않았다. FIDE는 성전환 남성이 여성으로 경쟁하는 동안 획득했을 수 있는 여성 타이틀을 박탈한다.

### 여성 그랜드마스터 (WGM)
여성 그랜드마스터는 여성에게만 제한된 최고 등급의 체스 타이틀이다. FIDE는 1976년에 WGM 타이틀을 도입했으며, 이전에는 낮은 등급의 타이틀인 여성 국제 마스터가 도입되었다.
WGM 타이틀을 획득하는 일반적인 방법은 오픈 타이틀과 유사하며, FIDE 평점 2300점과 평균 2130점보다 높은 평점의 상대에게 2400점의 퍼포먼스 레이팅을 세 번 달성하는 것이 필요하다. 세계 여자 주니어 선수권 대회 우승자와 여성 대륙 선수권 대회와 같은 일부 다른 대회 우승자에게 WGM 타이틀이 자동으로 수여된다. 2017년부터는 FIDE 평점 2100점 이상을 달성해야만 직접 타이틀이 수여된다. 현재 규정은 FIDE 핸드북에서 찾을 수 있다.

### 여성 인터내셔널 마스터 (WIM)
여성 인터내셔널 마스터는 FIDE가 여성에게만 수여하는 두 번째로 높은 타이틀이다. FIDE는 1950년에 WIM 타이틀(이전에는 국제 여성 마스터, 또는 IWM라고 불림)을 처음 수여했다.
WIM 타이틀을 획득하는 일반적인 방법은 오픈 타이틀과 유사하며, FIDE 평점 2200점과 평균 2030점보다 높은 평점의 상대에게 2250점의 퍼포먼스 레이팅을 세 번 달성하는 것이 필요하다. 세계 여자 주니어 선수권 대회 준우승자, U18 및 U16 세계 유스 챔피언, 대륙 선수권 대회 메달리스트, 여성 부문 U18 대륙 및 지역 챔피언에게는 타이틀이 직접 수여된다. 2017년부터는 최소 평점 2000점을 넘어야만 직접 타이틀이 수여된다. 현재 규정은 FIDE 핸드북에서 찾을 수 있다.

### 여성 FIDE 마스터 (WFM)
1978년 FM과 함께 도입된 WFM 타이틀은 FIDE 평점 2100점 이상을 획득하여 달성할 수 있다. U14 및 U12 세계 유스 챔피언과 여성 부문 U16 및 U18 메달리스트에게는 타이틀이 직접 수여된다. 여성 부문 U12, U14, U16 대륙 및 지역 챔피언에게도 타이틀이 직접 수여된다. 또한 올림피아드에서 9게임 이상 65% 이상의 점수를 획득하여 타이틀을 획득할 수도 있다. 2017년부터는 최소 평점 1900점을 달성해야만 직접 타이틀이 수여된다.

### 여성 캔디데이트 마스터 (WCM)
2002년 CM과 함께 도입된 여성 캔디데이트 마스터는 FIDE가 수여하는 가장 낮은 등급의 타이틀이다. 이 타이틀은 FIDE 평점 2000점 이상을 획득하여 달성할 수 있다. 또한 U8, U10, U12, U14, U16 세계 유스 선수권 대회 또는 여성 부문 대륙 및 지역 유스 선수권 대회에서 메달을 획득하거나 올림피아드에서 7게임 이상 50% 이상의 점수를 획득하여 타이틀을 획득할 수도 있다. 2017년부터는 후보자가 최소 평점 1800점을 넘어야만 직접 타이틀이 수여되지만, 이 요구 사항은 올림피아드를 통해 획득한 직접 WCM 타이틀에는 적용되지 않는다.

## 아레나 타이틀
| 2024년 9월 기준 아레나 타이틀 취득 현황 | 2024년 9월 기준 아레나 타이틀 취득 현황 | 2024년 9월 기준 아레나 타이틀 취득 현황 | 2024년 9월 기준 아레나 타이틀 취득 현황 |
| 타이틀                                  | 남성                                    | 여성                                    | 총합                                    |
| --------------------------------------- | --------------------------------------- | --------------------------------------- | --------------------------------------- |
| 아레나 그랜드마스터 (AGM)               | 416                                     | 7                                       | 423                                     |
| 아레나 인터내셔널 마스터 (AIM)          | 1,174                                   | 41                                      | 1,215                                   |
| 아레나 FIDE 마스터 (AFM)                | 1,663                                   | 136                                     | 1,799                                   |
| 아레나 캔디데이트 마스터 (ACM)          | 1,087                                   | 126                                     | 1,213                                   |
| 총합                                    | 4,340                                   | 310                                     | 4,650                                   |

아레나 타이틀은 FIDE 서버를 사용하여 온라인으로 획득할 수 있으며, 낮은 평점대의 선수를 위한 타이틀이다. 아레나 타이틀을 가진 플레이어가 오프라인 FIDE 타이틀을 획득하면 오프라인 타이틀이 아레나 타이틀을 대체한다.
아레나 그랜드마스터 (AGM)는 최고 온라인 타이틀이다. 이 타이틀은 150개의 불렛 게임, 100개의 블리츠 게임 또는 50개의 래피드 게임 시리즈에서 2000점 이상의 퍼포먼스 레이팅을 달성하여 획득한다.
아레나 국제 마스터 (AIM)는 150개의 불렛 게임, 100개의 블리츠 게임 또는 50개의 래피드 게임 시리즈에서 1700점 이상의 퍼포먼스 레이팅을 달성하여 획득한다.
아레나 FIDE 마스터 (AFM)는 150개의 불렛 게임, 100개의 블리츠 게임 또는 50개의 래피드 게임 시리즈에서 1400점 이상의 퍼포먼스 레이팅을 달성하여 획득한다.
아레나 후보 마스터 (ACM)는 150개의 불렛 게임, 100개의 블리츠 게임 또는 50개의 래피드 게임 시리즈에서 1100점 이상의 퍼포먼스 레이팅을 달성하여 획득한다.
아레나 타이틀은 FIDE의 공식 온라인 게임 플랫폼인 FIDE 온라인 아레나에서 획득할 수 있다.

## 심판, 트레이너, 조직자
FIDE는 심판, 트레이너 및 조직자에게도 타이틀을 수여한다.
심판 타이틀은 국제 심판 (IA) 및 FIDE 심판 (FA)이다.
트레이너 타이틀 (전문성 내림차순)은 FIDE 선임 트레이너 (FST), FIDE 트레이너 (FT), FIDE 강사 (FI), 국내 강사 (NI), 개발 강사 (DI)이다.
조직자 타이틀은 FIDE 국제 조직자 (FIO)이다.

## 같이 보기
- 체스 타이틀
- 국제 체스 연맹
- 세계 체스 선수권 대회
- 체스 문제 그랜드마스터 목록
- 체스 문제#타이틀